# Emilio Molinari
Emilio Molinari (Milano, 12 novembre 1939 – Milano, 5 luglio 2025) è stato un politico italiano, esponente di Democrazia Proletaria e parlamentare europeo e poi esponente della Federazione dei Verdi e senatore della Repubblica.

## Biografia
Fin da giovane è militante di Avanguardia Operaia, nel 1978 confluisce in Democrazia Proletaria, con cui nel 1980 viene eletto consigliere regionale in Lombardia.
Alle elezioni europee del 1984 è eletto all'europarlamento, nel quale è stato membro della Commissione per l'energia, la ricerca e la tecnologia e della delegazione per le relazioni con il Giappone. Dopo poco più di un anno, nel settembre 1985, si dimette (lasciando il seggio ad Alberto Tridente), poiché era stato rieletto consigliere regionale in Lombardia.
Nel 1989 lascia DP per aderire ai Verdi Arcobaleno, che a dicembre 1990 confluiranno nella Federazione dei Verdi
È stato eletto senatore per la Lombardia nel 1992 per le liste dei Verdi. Al senato è stato membro della Commissione per la giustizia, gli affari esteri e il lavoro e la previdenza sociale.
Molto sensibile sul tema dell'acqua pubblica, nel 2010 ha scritto il libro Salvare l'acqua edito da Feltrinelli assieme a Claudio Jampaglia. Ha poi sostenuto attivamente il SI al referendum del 2011 contro la privatizzazione dei servizi idrici.
Molinari è morto il 4 luglio 2025 all'età di 85 anni.